# Cordia liesneri
Cordia liesneri är en strävbladig växtart som beskrevs av J.S. Miller. Cordia liesneri ingår i släktet Cordia, och familjen strävbladiga växter. Inga underarter finns listade i Catalogue of Life.